# Brutalitatea poliției

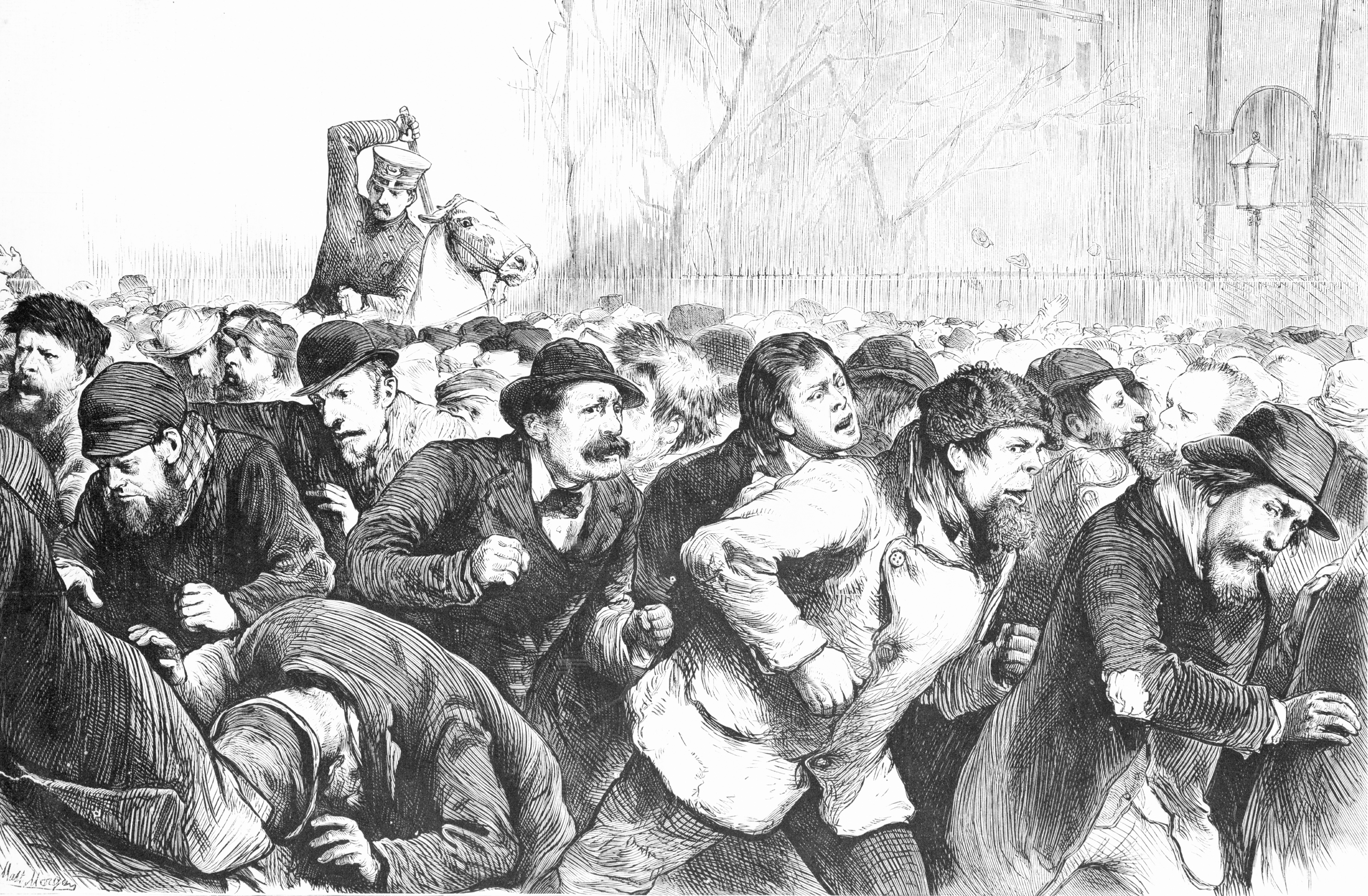
Poliția din New York acționând violent asupra șomerilor în Tompkins Square Park, 1874.

Brutalitatea poliției sau a forțelor de ordine este folosirea forței excesive, de obicei forță fizică sau atacuri verbale și intimidare psihologică, de către instituțiile care ar trebui să păstreze ordinea publică (poliție, jandarmerie etc.).
Brutalitatea poliței se manifestă în mai multe țări. Conduita nepotrivită care include: arestări abuzive, intimidări, discriminări rasiale, represiuni politice, abuz de echipamente de supraveghere, abuz sexual.